# Hotel BAUEN
El Hotel BAUEN, ubicado en la Avenida Callao 360 de Buenos Aires, Argentina, fue una empresa gerenciada por sus exempleados y está manejada colectivamente por medio de una cooperativa de trabajo, sirviendo a la vez como hotel y centro de eventos. 
Su nombre era, luego de la ocupación y gestión obrera, Cooperativa Hotel Buenos Aires Una Empresa Nacional (Coop. Hotel B.A.U.E.N., en siglas). Esto debido a que la cooperativa no tenía derechos sobre la marca Bauen, que es propiedad de los anteriores accionistas del hotel. 
La ambigua situación jurídica del hotel es que existe una posesión de sus exempleados (quienes alegan que los exdueños renunciaron al dominio del bien) amparada en algunas órdenes judiciales, que es disputada por los exdueños (quienes alegan usurpación de propiedad por parte de los exempleados) en un juicio aún no resuelto.
Debe anotarse que junto a este hotel se construyó un segundo edificio que funciona como apart-hotel, situado en la misma manzana pero con entrada por la Av. Corrientes -el Bauen Suite Hotel-, que actualmente sigue en manos de su propietario original, Marcelo Iurcovich.

## Historia

### Fundación y quiebra

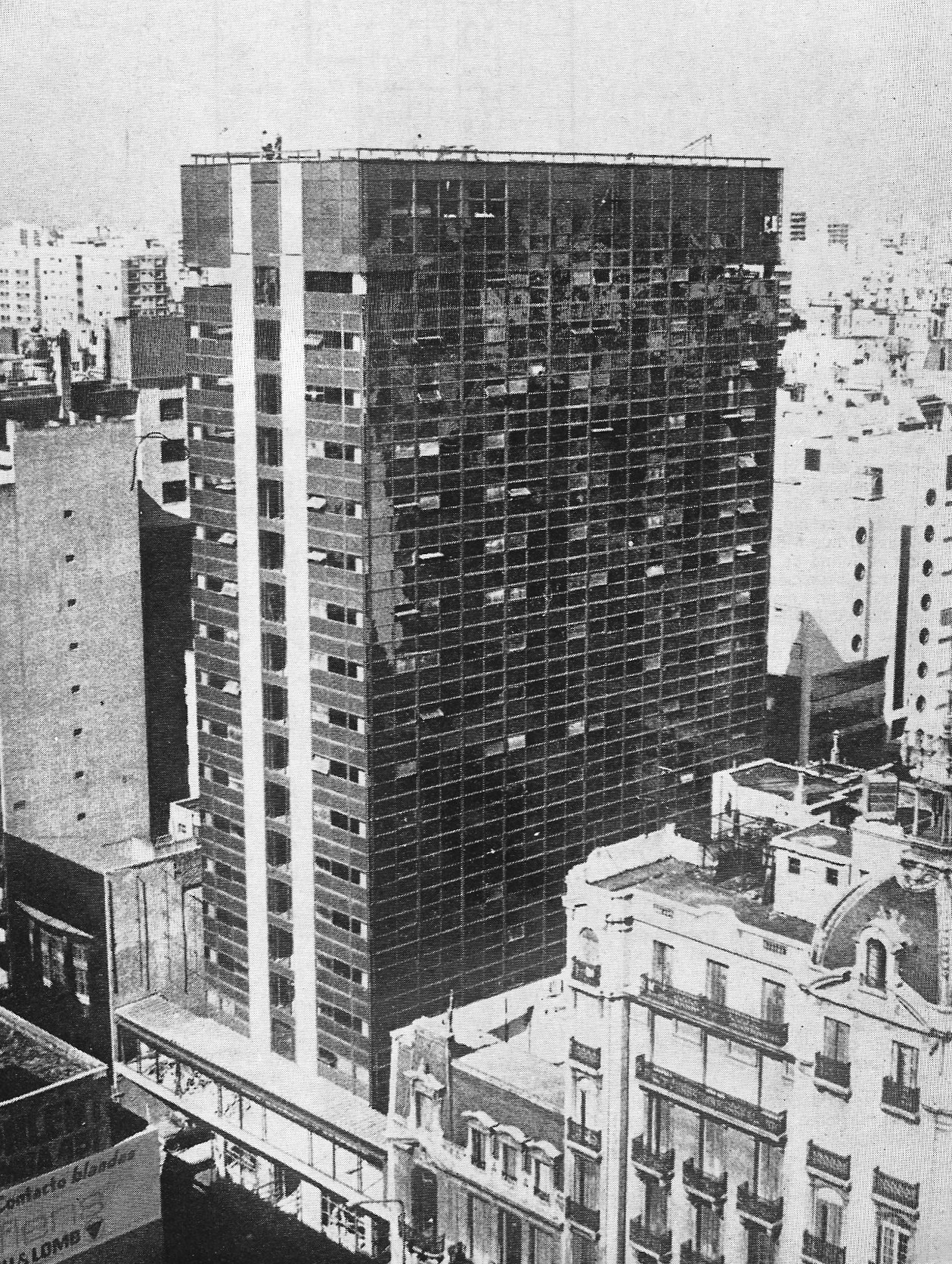
El Bauen recién inaugurado, 1978

Proyectado en 1976 y construido en 1978 como Hotel Bauen S.A. con motivo de la Copa Mundial de Fútbol de 1978, el establecimiento de 4 estrellas recibió subsidios gubernamentales del BANADE y se construyó en un tiempo récord. 
Su época dorada, a cargo de sus accionistas liderados por Marcelo Iurcovich, fue en la década de 1980. Luego del éxito inicial del emprendimiento, la llegada masiva de cadenas internacionales de hotelería de alta categoría durante la apertura económica de la década de 1990, golpeó duramente a Bauen S.A. y la fue empujando a la decadencia. Hyatt, Caesar Park, Hilton y Four Seasons habían tomado el segmento de cinco estrellas y desplazada a los hoteles nacionales.
En 1997, Iurcovich llegó a un acuerdo con el grupo chileno Solari para desprenderse del hotel en US$ 12 millones. Del total del dinero, al momento de la quiebra de la firma, se habían pagado US$ 4 millones y el saldo debía ser abonado en cuotas. Iurcovich pretendía recuperar el Hotel Bauen para seguir operándolo, pero los trabajadores operaron el edificio de forma cooperativa.
Al tiempo que se daban las protestas del Argentinazo, y luego de despidos masivos, el hotel se declaró primero en convocatoria de acreedores (febrero de 2000) y finalmente en quiebra, y fue cerrado el 28 de diciembre de 2001, en medio de la peor crisis económica, política social que había vivido la Argentina en décadas.

### Ocupación y conflicto

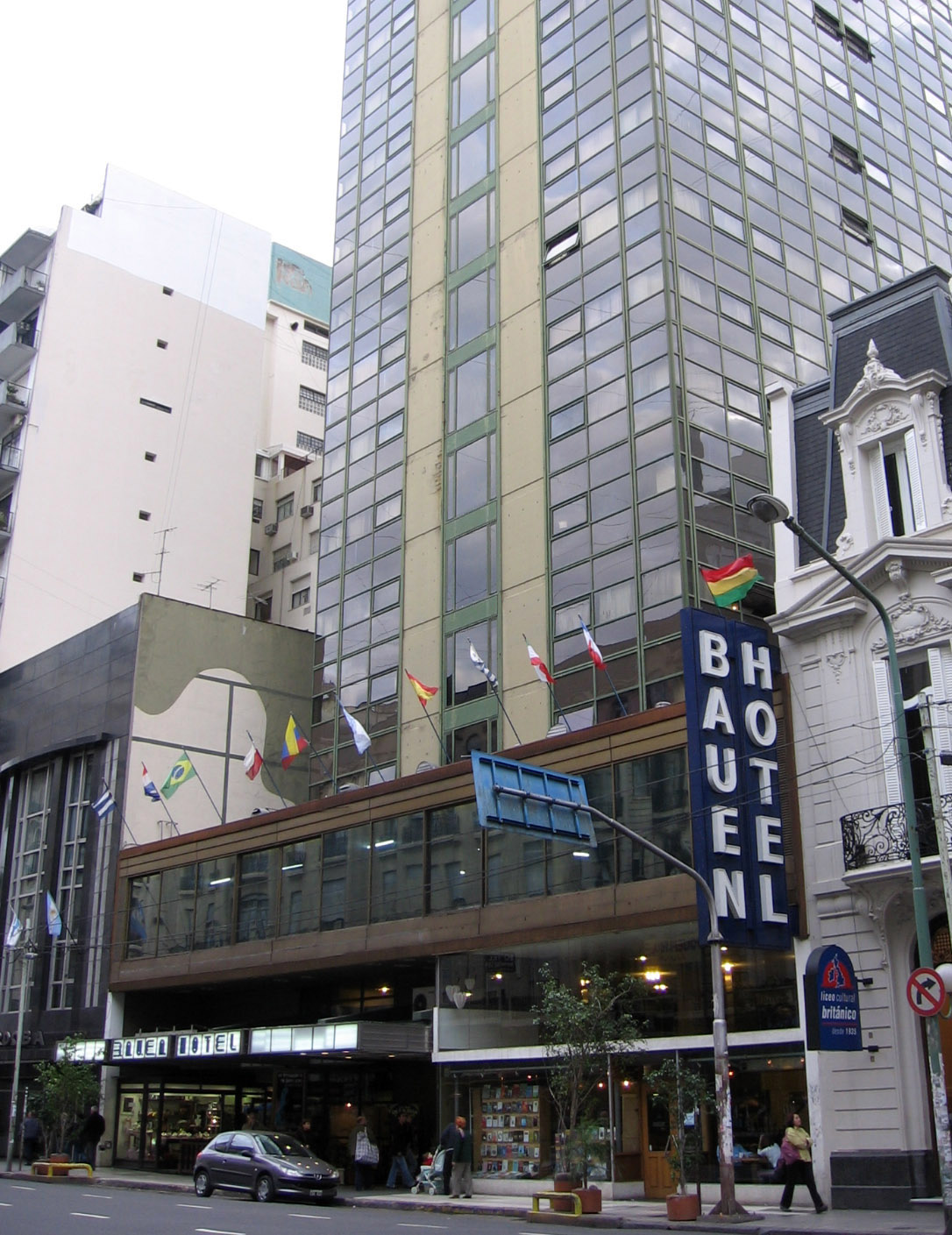
Entrada y basamento del Hotel BAUEN.

En marzo de 2003, con la ayuda del Movimiento Nacional de Empresas Recuperadas (MNER), treinta y ocho trabajadores reingresaron al edificio, luego de que este permaneciera cerrado por cuatro meses. Mientras luchaban por la propiedad a través de activismo y negociación, lentamente reabrieron el negocio e iniciaron reparaciones del edificio, financiadas por los mismos trabajadores. Desde ese tiempo, la cooperativa Bauen ha contratado 150 trabajadores, inaugurado un café frente a la calle (cuyas baldosas vienen de FaSinPat, una fábrica de cerámica controlada por sus trabajadores) y equipado más de 200 cuartos del hotel. Al día de hoy, el Hotel Bauen reporta incrementos en sus ganancias.
De todas formas, la legalidad a largo plazo y la propiedad y dirección de los trabajadores es ambigua. El 21 de octubre de 2005, el hotel fue informado que, mientras el derecho de los trabajadores a mantenerse dentro del hotel era reconocido, no les era permitido funcionar como una empresa. Apenas enviada esta noticia, las entradas fueron selladas con cinta oficial, pero esta fue rápidamente removida por los trabajadores del hotel, quienes hicieron caso omiso al aviso y continuaron con las operaciones comerciales.
En mayo de 2006, la jueza Carla Cavaliere aprobó oficialmente la suspensión de la orden de clausura. Los trabajadores podrían entonces trasladarse dentro y fuera del hotel de forma libre y legal. Lo que será determinante es juzgar quien debe ser considerado el propietario oficial del hotel. Un acta de expropiación, la "Ley Nacional de Expropiación", podría dar el título de propiedad del hotel a los trabajadores del Bauen. El borrador ya ha sido presentado y ha sido considerado a nivel municipal y federal. El acta está contrapuesta a los dueños originales -liderados por Marcelo Iurcovich- y es apoyada por la cooperativa Bauen, quienes promueven una petición a favor del acta.
Para junio de 2007, el poder judicial emitió una nueva orden de desalojo y el traspaso del hotel a una empresa inmobiliaria llamada Mercoteles S.A. (relacionada con la familia Iurcovich) lo que provocó la respuesta de organizaciones y campañas para impedirlo.

### Organización cooperativa
Los trabajadores organizaron un Consejo de Administración formado por el presidente, vicepresidente, secretario y tesorero que se renueva cada tres años y en el que cualquiera puede presentarse para ser elegido y ocupar un cargo. Mediante asamblea, entre todos los trabajadores, se toman las decisiones.
Entre 2003 y 2005 la Cooperativa de trabajadores tuvo que depurar la gerencia de ésta, luego de que diera indicios de pretender entregársela al Estado o venderla a nuevos patrones. Los trabajadores, en procesos organizativos internos, se opusieron a la "conciliación" y defendieron la autogestión, reestructurando la cooperativa -y en especial la gerencia- dándole un carácter democratizante.
Para 2007, en el Bauen había una política de distribución equitativa de salarios, hay asamblea general o participativa y hay recuperación de puestos de trabajo. Bajo dirección de los trabajadores, la empresa se ha posicionado de manera especial como un lugar para realizar eventos, exposiciones, conferencias y seminarios de todo tipo mientras se proyecta como un hotel de 3 estrellas; ha remodelado áreas, instalado un concurrido bar en la entrada, y mejorado sus servicios.

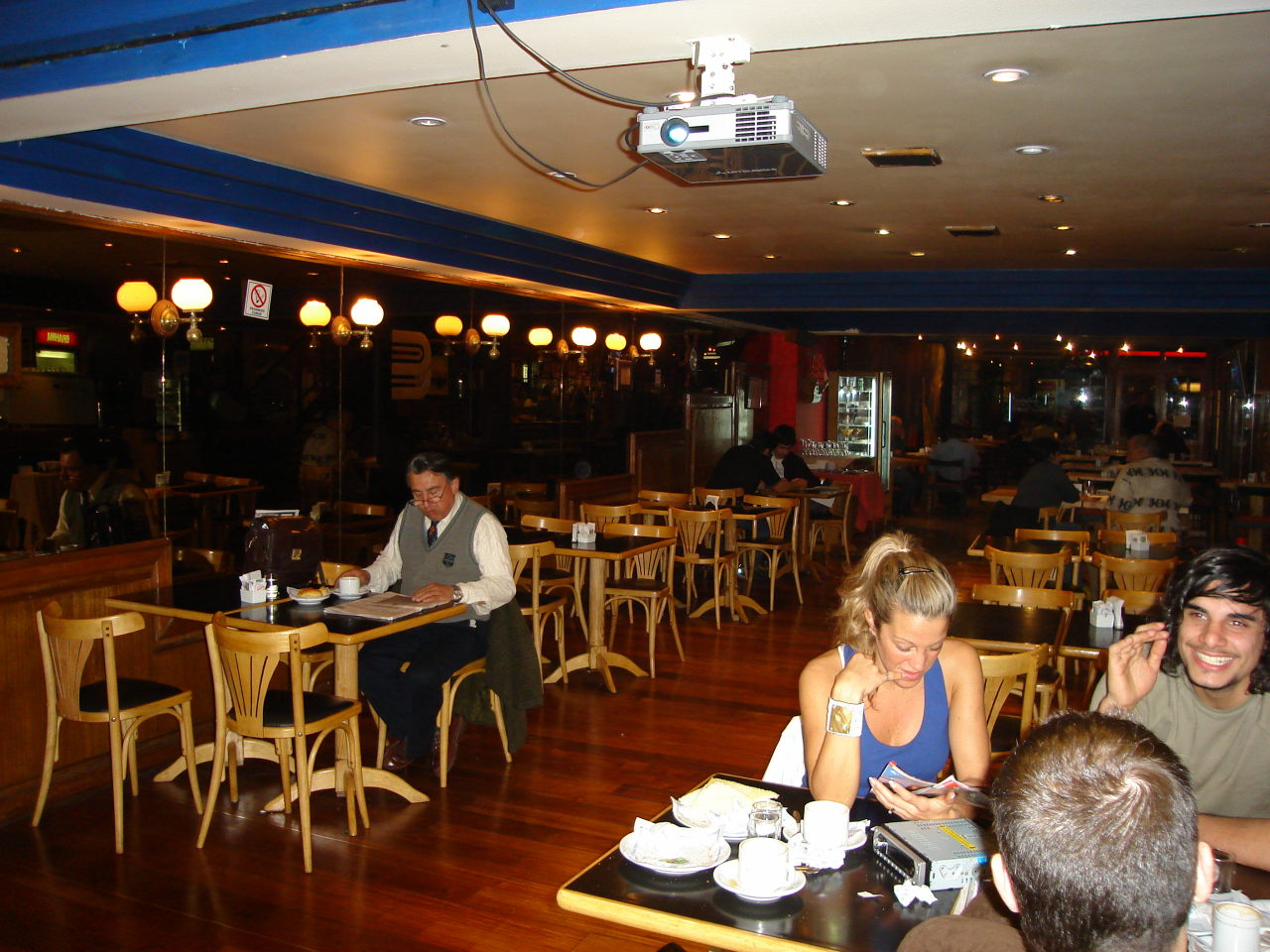
Vista del café del Hotel Bauen

En 2012, avanza en el Congreso Nacional el proyecto para la expropiación del edificio y la entrega definitiva a la cooperativa que lo opera desde 2003.
En 2016 La Cámara de Senadores aprobó la expropiación del edificio y los bienes muebles del Hotel Bauen, que se mantiene hace 14 años bajo gestión de sus trabajadores tras el abandono de los dueños originales de la empresa y todos los bienes muebles e inmateriales, las marcas y patentes, que tengan relación con la explotación turística, social y comunitaria que se desarrolla actualmente en el Bauen. El proyecto fue impulsado por el senador Juan Manuel Irrazábal (FpV-PJ) y  contó con 39 votos a favor y 17 en contra del bloque de Cambiemos. Sin embargo la ley aprobada por ambas cámaras fue vetada días después por Mauricio Macri.
En la ley, el Estado se compromete a ceder en comodato los bienes expropiados a la Cooperativa de Trabajo Buenos Aires, integrada por los trabajadores del Bauen. En contraprestación, la cooperativa desarrolla en sus instalaciones prácticas educativas relacionadas con oficios vinculados a la hotelería y establece convenios con universidades públicas, gobiernos provinciales e instituciones sociales, destinando para esos fines, el 30% de sus plazas.
En noviembre de 2019 la Cámara Comercial rechaza un recurso de queja de los trabajadores, quedando firme el fallo que exige desalojar la sede del hotel. La nueva fecha de desalojo establecida es el 2 de diciembre de 2019.
En la actualidad ya se despliegan acuerdos con provincias para que se alojen personas que deben recibir tratamientos médicos en nuestra ciudad. La vocación de brindar un servicio a la comunidad, a la vez que se nutre de ella, se viene realizando desde los inicios de la cooperativa y forma parte de su objeto social

## Arquitectura

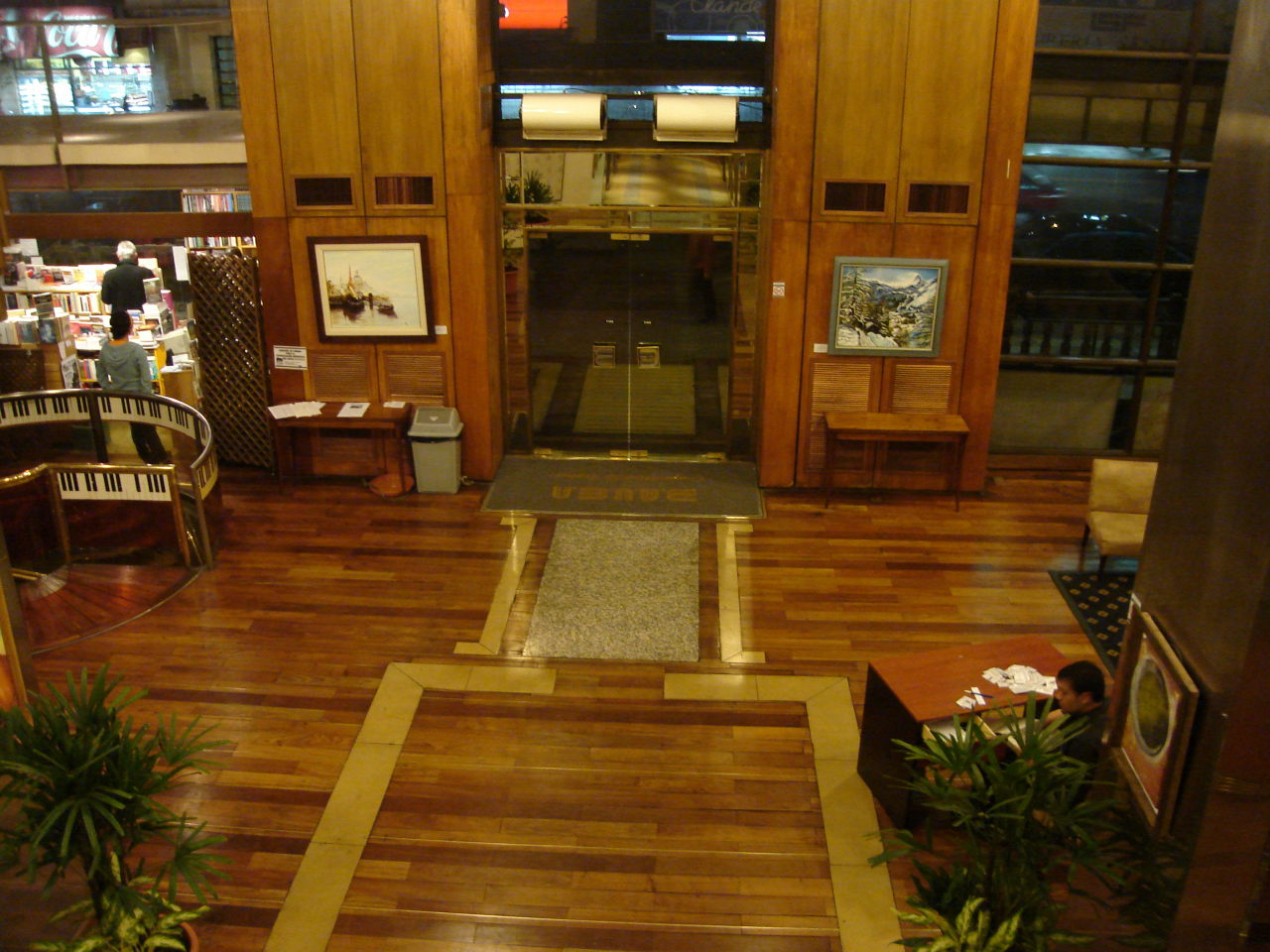
Vista del lobby del hotel, con su decoración original intacta.

El conjunto de edificios formado por el Hotel Bauen y el Bauen Suites fue diseñado en 1976 por los arquitectos Jorge Parsons, Jorge Cortiñas y César Ferrari, asociados en el proyecto sector Avenida Callao con la arquitecta Natalia Poblet. Se trató de dos establecimientos independientes y con estéticas diferenciadas, pero conectados por los fondos de sus terrenos formando una “L” con 2.500 m² de superficie entre ambos lotes.
La primera etapa construida fue la torre principal sobre la Avenida Callao, terminada según algunas fuentes en el tiempo récord de cinco meses debido al apuro de abrir el establecimiento de 500 plazas para la Copa Mundial de Fútbol de 1978, mientras el apart-hotel con 94 departamentos sobre Avenida Corrientes, fue realizado unos años después. Debido a esta condicionante de tiempos, se pensó en un diseño lo más sencillo posible, realizable de manera sistemática a corto plazo: una estructura de hormigón armado que alcanzó los 60 metros de altura en pocos meses, y una envolvente de vidrio tipo muro cortina, economizando costos y tiempo de realización. Además, se utilizaron algunas innovaciones como losas premoldeadas con poliestireno expandido y hormigón de arcilla expandida para hacer el entrepiso, logrando llegar a un ritmo de 6 días y medio para completar la estructura de cada piso de 500 m² durante la construcción. Estas losas, fueron calculadas y proyectadas por el Ing Novo, contratado por la Dirección de Obra de la empresa constructora Poliequipos CIIMSA - a cargo de la obra.
Sin embargo, el Bauen apuntó al sector cinco estrellas: un estacionamiento subterráneo para 40 vehículos, una galería comercial, un café-concert y una peluquería en el subsuelo, más locales, un salón de usos múltiples pensado para conferencias de más de 800 espectadores y un amplio lobby con jardín abierto en la planta baja, una sala de espectáculos con 400 butacas en el entrepiso, una confitería y una piscina en el primer piso y un solárium sobre el basamento.

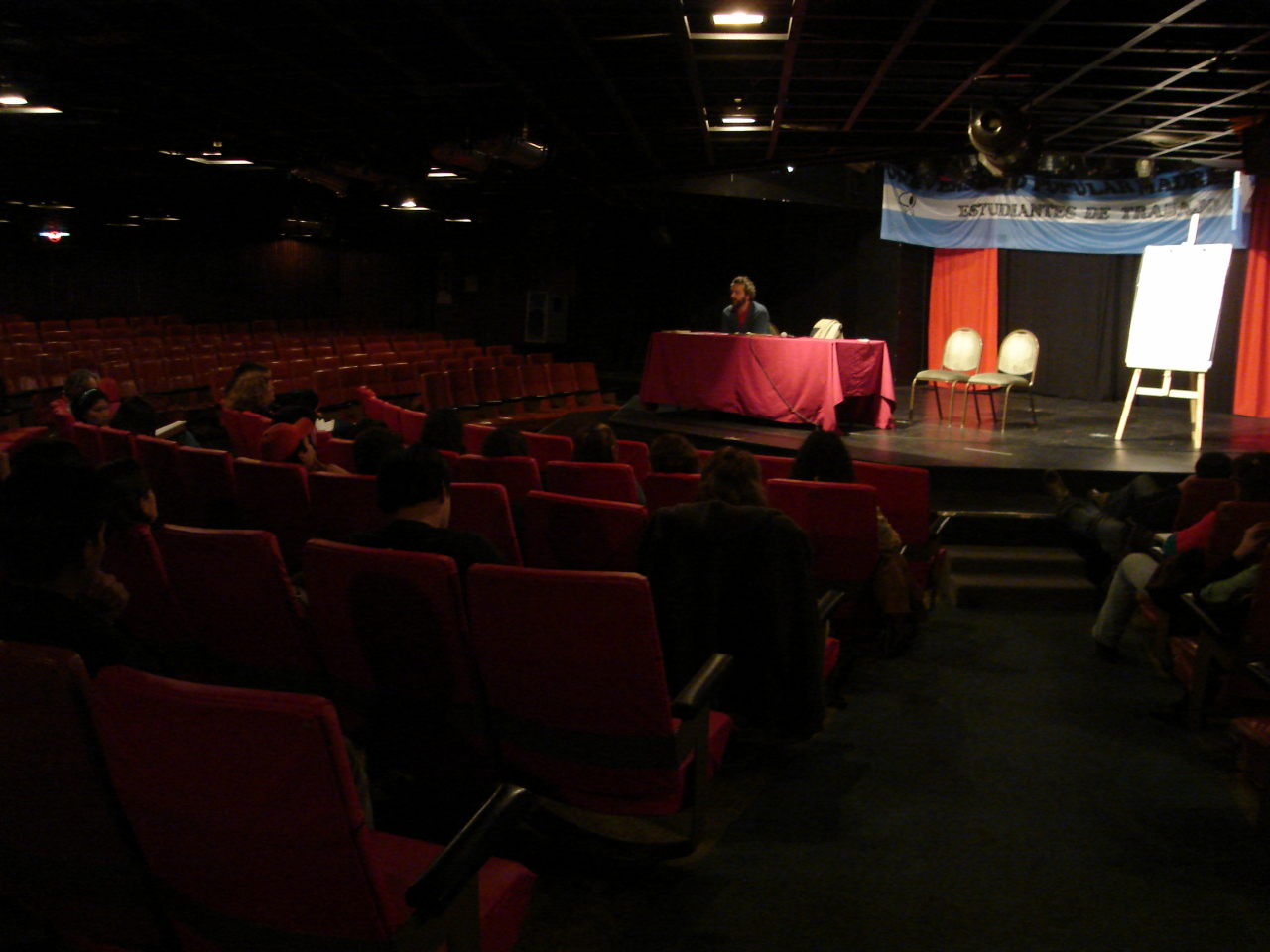
Auditorio del hotel BAUEN

En las plantas superiores, una torre se desprende del basamento de usos comunitarios y contiene las más de 200 habitaciones del hotel (alrededor de 16 por cada piso), conectadas mediante una escalera y una batería de tres ascensores. En el último nivel, se encontraban las suites de mayor categoría, y finalmente la sala de máquinas en el remate de la torre.

## Cierra definitivo
Finalmente, en octubre de 2020 y a raíz de las deudas que no se podían pagar, se decidió cerrar el hotel.